# Pavel Eljanov
Pavel Eljanov (10 de Maio de 1983) é um grande mestre de xadrez da Ucrânia.
O maior rating já adquirido por Eljanov foi de 2755, em Julho de 2010, o que fez dele o enxadrista melhor colocado da Ucrânia e o oitavo do mundo.
Em Abril de 2009, Eljanov se casou com a ucraniana e mestre internacional de xadrez Olena Dvoretska.